# Melampsora salicis-albae
Melampsora salicis-albae är en svampart som beskrevs av Kleb. 1901. Melampsora salicis-albae ingår i släktet Melampsora och familjen Melampsoraceae.   Inga underarter finns listade i Catalogue of Life.